# Zero Skateboards
Zero Skateboards ist eine US-amerikanische Firma, welche hauptsächlich Decks und Rollen für Skateboards herstellt. Außerdem produziert die Firma vom Skateboarden inspirierte Kleidung.
Die Firma wurde 1996 vom Profi-Skater Jamie Thomas gegründet und hat ihren Hauptsitz im kalifornischen Carlsbad.

## Geschichte
Die Marke Zero war ursprünglich eine Bekleidungsfirma, die 1996 gegründet wurde und sich später zu einer Skateboard-Firma entwickelte. Thomas verließ Toy Machine und wurde Zeros erster professioneller Teamfahrer.
Anfang 2003 eröffnete Thomas ein Werk in Tijuana, Mexiko, mit dem Namen "Edieth and Osuna", um die Skateboarddecks der Black Box-Marken herzustellen. Zero Team Fahrer Chris Cole war von 2011 bis 2014 Aktionär des Unternehmens.
Das Unternehmen hat sieben Videos veröffentlicht, mit der Premiere der neuesten Veröffentlichung, Cold War, am 8. November 2013. Die Premiere fand im La Paloma Theater in Encinitas, Kalifornien, USA statt und Thomas lud alle ehemalige und aktuelle Zero Fahrer ein. Auf der Bühne gab es eine Vorführung eines 40-minütigen Videos.
In einem Interview im Juni 2014 erklärte Thomas, dass das Skateboard-Unternehmen Dwindle Distribution, das für die Marken Enjoi, Blind Skateboards, Almost Skateboards, Darkstar und Cliché Skateboards verantwortlich ist, „die Aspekte Verkauf, Finanzen, Produktion und Vertrieb“ der Marke Zero übernehmen wird.
Thomas erklärte weiter, dass die Zero-Mitarbeiter unabhängig bleiben und sich auf die "Team-, Marketing- und kreativen Aspekte" der Marke konzentrieren werden. Zero feierte sein 20-jähriges Jubiläum mit einer Fotokunst-Show im Juni 2016.

## Auszeichnungen
Von 2004 bis 2006 gewann Zero drei aufeinanderfolgende Thrasher Magazine King of the Road-Wettbewerbe und schlug andere Teams wie Girl Skateboards, Toy Machine, Darkstar, Element, Flip, Habitat, Real, Almost und Baker Skateboards. Zero lehnte es ab, ihren Titel für den King of the Road 2007 zu verteidigen, um die "Black and White" Tour mit dem Mystery Skateboard Team zu starten.
Chris Cole gewann Thrasher S.O.T.Y. Zweimal wurde er zum "Skateboarder des Jahres" gekürt, eine Leistung, die nur zwei Skateboarder in der Geschichte des Awards erreicht haben (der andere Skateboarder ist Danny Way).

## Videografie
- Thrill of It All (1997)
- Misled Youth (1999)
- Dying to Live (2002)
- New Blood (2005)
- Promo (2006)
- Strange World (2009)
- Fresh 'til Death (feat. DGK) (2011)
- Cold War (2013)
- No Ca$h Value (2014)

## Teammitglieder

### Profis
- Jamie Thomas
- Dane Burman
- Tommy Sandoval
- Adrian Lopez
- Winsdor James
- James Brockman
- Tony Cervantes
- Chris Cole

### Amateur
- Chris Wimer

### Ehemalige Mitglieder
- Chris Cole
- Erik Ellington
- Jim Greco
- John Rattray
- Elissa Steamer
- Tom Asta
- Marisa Dal Santo
- Ed Duff
- Ben Gilley
- Jamie Tancowny
- Ryan Smith
- Jon Alie
- Lindsey Robertson
- Garrett Hill
- Nick Boserio
- Sheldon Meleshinski
- Ryan Bobier
- Keegan Sauder
- Matt Mumford
- Tom Karangelov
- Donovon Piscopo
- Ben Hatchell
- Forrest Edwards
- Josiah Gatlyn
- Franky Villani
- Scott Copalman
- Pat Burke
- Aaron Harrison
- Wade Burkitt
- Jud Ferguson